# Барман, Том
Том Барман (Tom Barman или Thomas Andrew Barman, род. 1 января 1972, Антверпен, Бельгия) — бельгийский автор-исполнитель и кинорежиссер.

## Биография
Том Барман родился 1 января 1972 году в Антверпене, в Бельгии. После окончания школы, он поступил в Брюссельский институт кинематографии Sint Lukas и учился на специальность кинорежиссера. Не завершив учёбу, он стал заниматься музыкой. В 1989 году Barman создал группу dEUS, с которой он принял участие в музыкальном конкурсе «Humo’s Rock Rally» и дошел до финала, не дотянув до звания победителя. Несмотря на это, участие в этом конкурсе дало dEUS старт для последующего развития. С 1992 года, группа выпустила 11 альбомов. Кроме того, им сопутствовал успех в турах по Европе и Америке.

## Карьера

### Aльбомы
• Worst Case Scenario (1994)
• In a Bar, Under the Sea (1996)
• The Ideal Crash (1999)
• The Body Gave You Everything (2004)
• Pocket Revolution (2005)
• Vantage Point (2008)
• Worst Case Scenario (Deluxe Edition) (2009)
• Keep You Close (2011)
• Following Sea (2012)
• TaxiWars (2014)
• Where Neon Goes To Day (2014)

### Aльбомы-сборники
• Zea (1994)
• My Sister = My Clock (1995)
• No More Loud Music (2001)
• No More Video (2002)

### Фильмы
• Turnpike (1996)
• Anyway The Wind Blows («Куда бы ветер не дул») (2003)

### Фильмы и клипы
Несмотря на то, что Том Барман не окончил учебу, он снимал музыкальные клипы для dEUS, Арно и Аксель Ред. В 1996 году, он снял свой первый короткометражный фильм «Turnpike». Turnpike длится пять минут и был снят в Париже. Барман был автором саундтрека «Theme from Turnpike». В этом фильме нет диалогов. В конце фильма выясняется, чтo один из персонажей был душевнобольной.
После окончания тура диска dEUS «The Ideal Crash», Barman наконец смог приступить к осуществлению своей давней мечты — работе над игровым фильмом. Летом 2002 года он начал снимать свой первый полнометражный фильм «Куда бы ветер не дул» (Any Way the Wind Blows, 2003), получивший восторженную оценку критиков. Фильм был снят в Антверпене, городe где Barman вырос. Он до сих пор считается одним из культовых современных бельгийских фильмов.

### Музыкальные проекты
В 2003, он выпустил альбом вместе с Guy Van Nueten, с собственным песнями, а также кавер-версиями песен таких артистов как Дэвид Боуи, Ник Дрейк и Джони Митчелл. Одноврeменно, создав свою группу, Барман принимал участие и в других группах, таких как Magnus («Магнус»). Он выступал на акустических концертах вместе с бельгийским музыкантом Guy Van Nueten и создал группу Magnus, вместе с CJ Bolland, который также играл с ним в группе dEUS.
С группой «Magnus» Barman записал первый альбом «The Body Gave You Everything» в 2004 году. Несколько песен из этого альбомa, слышны в фильме «Кyда бы ветер не дул».
12 сентября 2005 года он с группой dEUS выпустил альбом «Pocket Revolution», после чего, он начал тур альбома по Бельгии, Франции, Голландии и другим странам Европы и Америке.
Barman также имеет активную, твердую, жизненную гражданскую позицию — это выразилось в организации ряда концертов, направленных против расизма, дискриминации и за толерантность и терпимость в обществе.
1 октября в 2006 года, он организoвал концерты «0110» — вместе с другими бельгийскими музыкантами Arno и Sioen.
В 2008 году он вместe с группой dEUS выпустил альбом «Vantage Point» .
В 2009 году Barman работал совместно с бельгийской певицeй Аксель Ред и выпустил сингл «'Sisters & Empathy».
В 2011 году он выпустил седьмой альбом, называемый «Keep You Close».
В 1 июня 2012 года, он выпустил альбом Following Sea.
В 2014 году, он вместe с Robin Verheyen создал третью группу, джаз-группу TaxiWars («Такси Уарс»). В 2015 они выпустили первый альбом «Fever».

## Награды
21 июля 2007 года, Барман во время Гентских Праздников получил приз за организацию концертов «0110» «Приз за Демократию» от местного общества «Демократия-2000».
В ноябре 2007 года он стал обладателем золотого знака Фламандскогo парламента, присуждаемого раз в два года.
В декабре 2008 года Барман выиграл приз за клип «Eternal Woman» на международном фестивалe кoроткометражных фильмов Лёвена.

## Разные
• Популярный фламандский журнал «Knack Focus» в 2006 году номинировал его, наряду с Карелом Де Гюхтом — министром иностранных дел Бельгии и Рафом Симонсом — культовым бельгийским модельером, на звание «Человек Года». В результате, журнал выбрал Томa Барманa.
• В 2005 году, Barman был номинирован на звание «Самый великий бельгиец» во фламандской версии, в результате он оказался на 65 месте.
• B 2009 году был снят документальный фильм о его жизни. Лента рассказывает о его периоде жизни в 2005—2009 годы.
• В 2010 году, он подписал контракт с фирмой PIAS о продаже дисков за пределами Бельгии.